# Attagenus erevanicus
Attagenus erevanicus es una especie de coleóptero de la familia Dermestidae.

## Distribución geográfica
Habita en Armenia.